# Klippen im Okertal
Klippen im Okertal este o arie protejată (arie de protecție specială avifaunistică — SPA) din Germania întinsă pe o suprafață de 88 ha, integral pe uscat.

## Localizare
Centrul sitului Klippen im Okertal este situat la coordonatele 51°52′12″N 10°28′10″E / 51.87°N 10.4694°E.

## Înființare
Situl Klippen im Okertal a fost declarat arie de protecție specială avifaunistică în iunie 2007 pentru a proteja 1 specie de animale.

## Biodiversitate
Situată în ecoregiunea continentală, aria protejată nu include niciun habitat protejat.
La baza desemnării sitului se află o specie protejată de  păsări: Falco peregrinus peregrinus.